# Спарта и К
Мужской баскетбольный клуб «Спарта и К» — российская команда по баскетболу из города Видное.

## История
МБК «Спарта и К» создан в 2010 году при поддержке администрации Ленинского муниципального района Московской области и АКБ «Русско-Германский Торговый Банк А.О.» на базе Училища олимпийского резерва по баскетболу «Спартак» (Московская область, г.Видное), основанного Шабтаем фон Калмановичем и его супругой Анной Архиповой-фон Калманович. К игрокам, годом ранее выступавшим в первенствах Детско-юношеской баскетбольной лиги и Молодёжной баскетбольной ассоциации, добавились два игрока (Олег Боков и Денис Пискунов), уже имевшие опыт выступления в Высшей лиге чемпионата России. Тем не менее «Спарта и К» является самой молодой командой Высшей лиги — большинству игроков 17-18 лет, при этом многие из них входили в состав юношеских и юниорских сборных России. В 2010 году на юниорском чемпионате Европы (для игроков не старше 18 лет) форварды команды из Видного Владислав Трушкин и Глеб Голдырев стали серебряными призёрами первенства континента; тренерский штаб юниорской сборной России полностью состоял из тренеров нынешнего МБК «Спарта и К». Генеральный директор клуба, заслуженный тренер России Сергей Михайлович Скорочкин возглавлял две юниорские сборные России (до 18 и до 19 лет), ему помогали тренеры клуба Роландас Радвила и Михаил Соловьёв.
В 2013 году клуб был расформирован.